# ALICE AGAIN 限りなき挑戦-OPEN GATE- THE SETLIST
『ALICE AGAIN 限りなき挑戦 -OPEN GATE- THE SETLIST』（アリス アゲイン かぎりなきちょうせん オープンゲート ザ・セットリスト）は、2019年5月1日にユニバーサルミュージックからリリースされたアリスのベスト・アルバム。

## 解説
6年ぶりとなる2019年の全国ツアー「ALICE AGAIN 2019-2020 限りなき挑戦 -OPEN GATE-」における演奏曲目のほぼ全曲である24曲を、すべてオリジナル音源、最新の24bitデジタルリマスターが施されている。
ツアーのテーマ曲である新曲「限りなき挑戦 -OPEN GATE-」もCD初収録。
ジャケットには赤いガーベラがデザインされているが、日本武道館等の会場限定発売CD盤はピンクのガーベラバージョンが販売された。

## 収録曲

### DISC 1
1. 限りなき挑戦-OPEN GATE-
  - 作詞・作曲:谷村新司／編曲:瀬戸谷芳治・アリス
    - 新曲
2. 知らない街で
  - 作詞・作曲:谷村新司／編曲:アリス／ストリングス編曲:青木望
3. 愛の光
  - 作詞・作曲:谷村新司／編曲:アリス
    - シングル・バージョン
4. 走っておいで恋人よ
  - 作詞・作曲:谷村新司／編曲:青木望
5. 黒い瞳の少女
  - 作詞:谷村新司／作曲:堀内孝雄／編曲:矢沢透
6. あなたのために
  - 作詞・作曲:谷村新司／編曲:深町純
7. 街路樹は知っていた
  - 作詞:谷村新司／作曲:堀内孝雄／編曲:石川鷹彦
8. 明日への讃歌
  - 作詞・作曲:谷村新司／編曲:矢沢透
    - 1975年発売のシングル・バージョン
9. LIBRA－右の心と左の心－
  - 作詞・作曲:谷村新司／編曲:難波正司
10. 今はもうだれも
  - 作詞・作曲:佐竹俊郎／編曲:矢沢透
11. 冬の稲妻
  - 作詞:谷村新司／作曲:堀内孝雄／編曲:石川鷹彦
12. ジョニーの子守唄
  - 作詞:谷村新司／作曲:堀内孝雄／編曲:石川鷹彦

### DISC 2
1. 涙の誓い
  - 作詞・作曲:谷村新司／編曲:石川鷹彦
2. 君のひとみは10000ボルト
  - 作詞:谷村新司／作曲:堀内孝雄／編曲:石川鷹彦
    - 堀内のソロ楽曲かつそのオリジナル音源であるが、その旨のクレジットは無い
3. 夢去りし街角
  - 作詞:谷村新司／作曲:堀内孝雄／編曲:石川鷹彦
    - シングル・バージョン
4. 12°30'
  - 作詞:谷村新司／作曲:堀内孝雄／編曲:石川鷹彦
5. センチメンタル・ブルース
  - 作詞:谷村新司／作曲:矢沢透／編曲:矢沢透・大浜和史
6. 秋止符
  - 作詞:谷村新司／作曲:堀内孝雄／編曲:石川鷹彦
7. エスピオナージ
  - 作詞・作曲:谷村新司／編曲:難波正司
8. 狂った果実
  - 作詞:谷村新司／作曲:堀内孝雄／編曲:石川鷹彦
9. 帰らざる日々
  - 作詞・作曲:谷村新司／編曲:篠原信彦／ストリングス編曲:青木望
    - シングル・バージョン
10. 遠くで汽笛を聞きながら
  - 作詞:谷村新司／作曲:堀内孝雄／編曲:篠原信彦
11. チャンピオン
  - 作詞・作曲:谷村新司／編曲:石川鷹彦
12. さらば青春の時
  - 作詞・作曲:谷村新司／編曲:前田憲男

## 参加ミュージシャン
限りなき挑戦-OPEN GATE-
<ALICE>
Vocals & Acoustic Guitars:谷村新司・堀内孝雄
Drums:矢沢透
<Support Musicians>
Synthesizer programming & Keyboards:瀬戸谷芳治
Guitars:古川望・林勇治
Bass:大野弘毅
Electric Piano:石坂慶彦
Backing Vocals:宮下文一・小野正利